# Plaça dels Lledoners (Girona)
La Plaça dels Lledoners és una plaça pública del municipi de Girona inclosa en l'Inventari del Patrimoni Arquitectònic de Catalunya.

## Descripció

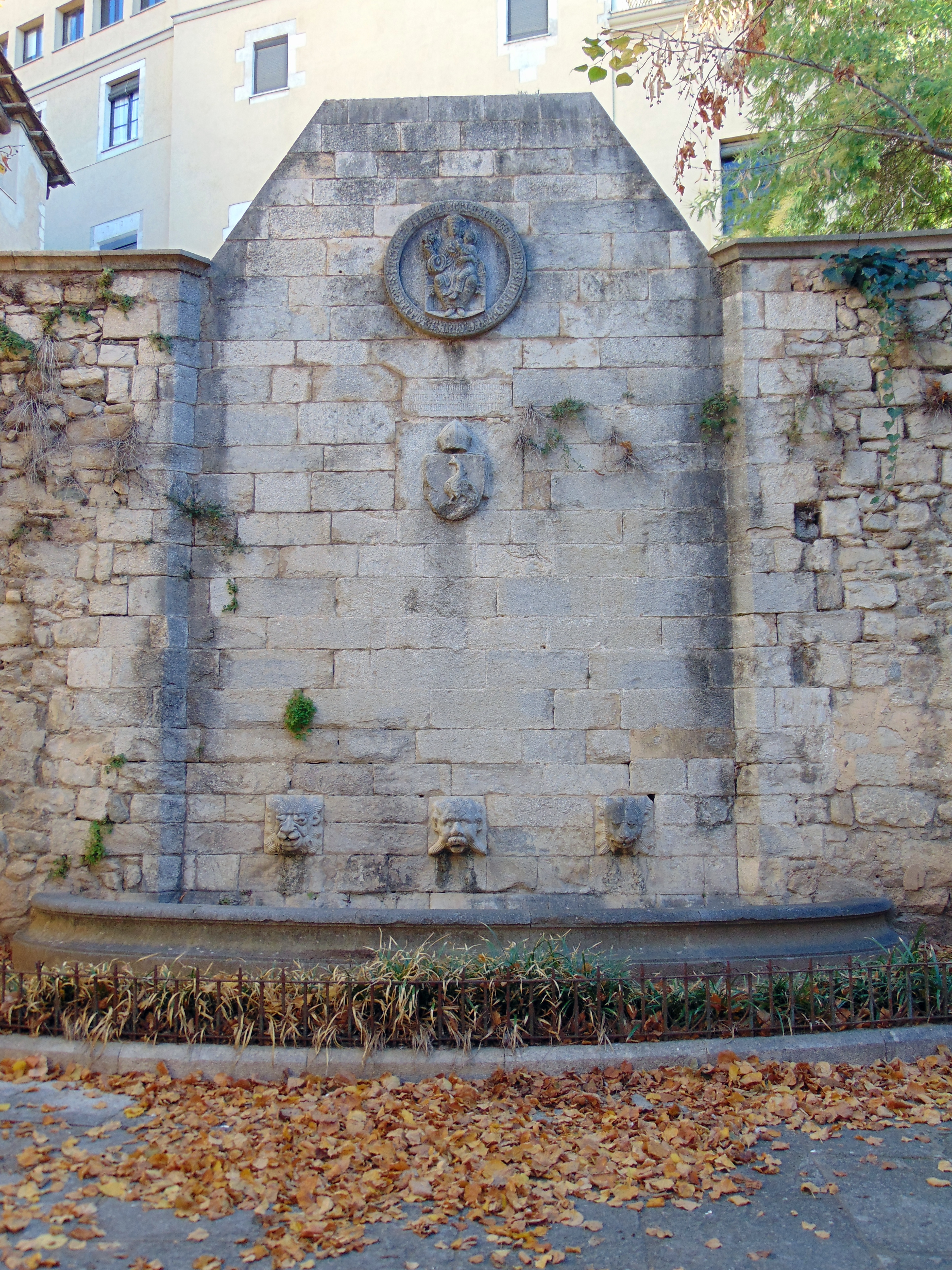
Font dels Lledoners

La plaça, situada al costat sud del Palau Episcopal, és un dels pocs espais públics del nucli històric. Destaca com a element característic la font que l'engalana. Aquesta s'emplaça en un mur de pedra picada, acabat amb un frontó truncat en la part central. Diversos relleus la decoren: en el centre un segell del Capítol de la Catedral de Girona; més avall un escut que mostra un paó en el camp; enmig una inscripció gòtica esmenta que la font fou aixecada amb els donatius del clergat de la Seu l'any 1450. L'aigua brolla per tres caps de lleó i es recull en un bassiol de pedra picada. A la dreta una escultura d'un cap de cavall indica l'abeurador de bèsties. El paviment de la plaça està format per llambordes regulars i ben ajustades, enmig de les quals creixen dues fileres de til·lers.

## Història
Un document de 1528 permet afirmat que ja des de meitat de segle anterior existia una font a la plaça dels Lledoners. Ho confirma plenament el fet de trobar l'escut de Bernat de Pau, bisbe de Girona entre 1436-1457 i sobretot la inscripció del mur (1450).
Tot i així, l'any 1515 els problemes per conduir l'aigua fins aquest lloc obligaren a tallar el subministrament. La descoberta d'una deu més propera va fer possible. L'any 1520, una nova alimentació per la fons.